# Kåvasjön
Kåvasjön är en sjö i Huskvarna i Jönköpings kommun i Småland och ingår i Motala ströms huvudavrinningsområde. Den genomflyts av Huskvarnaån.